# Stefaun Karl Stefaunson
Stefaun Karl Stefaunson (isl. Stefán Karl Stefánsson); (Habnarfjerdir, 10. jul 1975 — Los Anđeles, 21. avgust 2018) bio je islandski glumac i pevač. Njegova najpoznatija uloga je Zli Robi u seriji Lenji Grad.
Po završenim studijama u islandskoj Akademiji umetnosti bio je pozvan da se pridruži Narodnom pozorištu Islanda. Tamo je Stefan igrao uloge u rasponu od Sirano de Beržeraka, do čoveka pesme i igre Kosmo Brauna u Pevanju na kiši (engl. Singin 'in the Rain), i Paka u Sanu letnje noći. U Narodnom pozorištu, Stefan je započeo ulogu Robija u živoj verziji Lenjog Grada, i tu je ulogu nastavio kada je predstava prilagođena televiziji.